# Forever (musikalbum av Chick Corea)
Forever är ett livealbum från 2011 med jazzpianisten Chick Corea hans grupp Return to Forever. Inspelningarna gjordes mellan 28 augusti och 12 december 2009.

## Låtlista
Låtarna är skrivna av Chick Corea om inget annat anges.

### Cd 1
1. On Green Dolphin Street (Bronislaw Kaper/Ned Washington) – 8:41
2. Waltz for Debby (Bill Evans/Gene Lees) – 9:55
3. Bud Powell – 7:10
4. La Canción de Sophia (Stanley Clarke) – 7:39
5. Windows – 8:55
6. Hackensack (Thelonious Monk) – 7:31
7. No Mystery – 10:55
8. Señor Mouse – 12:07

### Cd 2
1. Captain Marvel – 4:13
2. Señor Mouse – 10:07
3. Crescent (John Coltrane) – 1:46
4. Armando's Rhumba – 5:13
5. Renaissance (Jean-Luc Ponty) – 6:30
6. High Wire – The Aerialist – 3:42
7. I Loves You, Porgy (George Gershwin/Ira Gershwin/DuBose Heyward) – 5:13
8. After the Cosmic Rain (Stanley Clarke) – 10:39
9. Space Circus – 6:07
10. 500 Miles High (Chick Corea/Neville Potter) – 12:46

## Medverkande
- Chick Corea – piano, keyboards
- Stanley Clarke – bas
- Lenny White – trummor
- Bill Connors – gitarr (spår 2:2, 2:7–9)
- Jean-Luc Ponty – violin (spår 2-4, 2-5, 2-7–9)
- Chaka Khan – sång (spår 2:6, 2:7)